# Cedro do Abaeté
Cedro do Abaeté est une municipalité brésilienne de l'État du Minas Gerais et la microrégion de Três Marias.